# Три краљевства
Период трију држава (трад. кин. 三國 / 時代, упрошћ. кин. 三国 / 时代, пин. Sānguó / Shídài) је назив за период кинеске историје након колапса династије Хан, односно почетак вишевјековног доба политичке нестабилности и разједињености познатог као Шест династија. У ужем смислу се под тиме подразумијева период који је почео када је године 220. основана независна држава Цао Веј на сјеверу Кине, а престао године 280. када је Кина поновно политички уједињена под влашћу династије Јин. Велики дио кинеских и других историчара, пак, почетак периода смјешта у годину 184. када је избио устанак Жутих турбана.
Три краљевства по којима је период добио име су били: Веј на сјеверу, Шу на југозападу и Ву на југоистоку. Историчари су им касније дали имена Цао Веј, Шу Хан и Источни Ву како би их могли разликовати од истоимених држава у ранијим и каснијим периодима. Иако се у страним преводима називају краљевствима, исправнији назив за сваку од тих држава би требало да буде царство, с обзиром да су се владари све три државе називали царевима, односно легитимним насљедницима пријестоља свргнуте династије. Упркос томе што би назив Три царства требало да буде исправнији, израз Три краљевства је постао стандард међу синолозима.
Период Три краљевства један је од најкрвавијих у кинеској историји. Попис широм земље који је одржан 280. године нове ере, након поновног уједињења Три краљевства под Ђином, показује укупно 2.459.840 домаћинстава и 16.163.863 индивидуа, што је био само мали део од 10.677.960 домаћинстава, а 56.486.856 особа пријављених у доба Хана. Иако попис није био нарочито тачан због мноштва фактора тог времена, 280. године Ђин представницу су покушали да прегрје све појединце где је то било могуће.
Технологија је у том периоду значајно напредовала. Шуски канцелар Зхуге Љанг изумие је дрвеног вола и предложио да се користи као један рани облик колица, а исто тако је побољшао и репетирајући самострел. Вејског машинског инжењера Ма Ђуен многи сматрају равноправним са својим претходником Џангом Хенгом. Он је изумио механичко луткарско позориште на хидраулични погон дизајнирано за цара Минга Веја, ланчане пумпе са квадратном палетом за наводњавање вртова у Луојангу, и генијални дизајн кочија усмерених према југу, немагнетног компаса за смер којим управљају диференцијални зупчаници.ref>Xiong, Victor Cunrui (2009). Historical Dictionary of Medieval China. Lanham, Md.: Scarecrow Press. стр. 351. ISBN 978-0810860537.</ref>
Иако релативно кратак, овај историјски период је у великој мери романтизован у културама Кине, Јапана, Кореје и Вијетнама. Прослављен је и популаризован у операма, народним причама, романима и у новије време, филмовима, телевизији и видео играма. Најпознатији од њих је историјски роман Романса три краљевства Луо Гуанџунга, историјски роман из династије Минг заснован на догађајима из периода Три краљевства. Ауторитавни историјски записи тог доба су Записи о три краљевства Чен Шоуа, заједно са каснијим напоменама текста Пеј Сонгџиа.
Термин на енглеском језику „Три краљевства“ је донекле погрешан назив, јер сваку државу на заправо није предводио краљ, већ цар који је тврдио да има сизеренство над читавом Кином. Ипак, израз „Три краљевства“ постао је стандард међу синолозима који говоре енглески.